# Siam
Pour les articles homonymes, voir Siam (homonymie).
« Royaume de Siam » redirige ici. Pour les autres significations, voir Royaume de Siam (homonymie).
Cet article court présente un sujet plus développé dans : Thaïlande et Histoire de la Thaïlande.
1350–1939
Entités précédentes :
- Royaume de Lavo

Entités suivantes :
- Royaume de Thaïlande

Le Siam (thai : สยาม Sayam) est l'ancien nom de la Thaïlande.  
Le royaume de Siam a été fondé en 1350 par le roi Ramathibodi Ier. Ses capitales successives furent Ayutthaya (1350–1767), Thonburi (1767–1782), puis Bangkok (à partir de 1782). Le pays a pris le nom de Thaïlande en 1939, après la prise du pouvoir par le général Plaek Phibunsongkhram.

## Histoire

### Le royaume d'Ayutthaya (1350-1767)
Le royaume de Siam est fondé en 1350 par un prince thaï qui fonde Ayutthaya et monte sur le trône sous le nom de Ramathibodi Ier. Le Siam combat à la fois l'Empire khmer, le royaume de Sukhothaï et le royaume du Lanna. En 1431, il conquiert la capitale khmère, Angkor. En 1438, il absorbe complètement le royaume de Sukhothaï.
De 1680 à 1689 la France est très activement présente au Siam. De fastueuses ambassades sont échangées entre le roi de Siam et Louis XIV.
Les Birmans qui ont pillé Ayutthaya en 1569 la détruisent en 1767, mettant fin au royaume d'Ayutthaya. La ville est reprise par Taksin, un général sino-siamois.

### Taksin (1767-1782) et la dynastie Chakri (à partir de 1782)
Taksin se fait couronner roi et installe sa capitale plus au sud, à Thonburi.
Quand il perd la raison, un autre général, Chakri prend le pouvoir et se fait finalement couronner roi en 1782, mais il déplace la capitale à Bangkok.
La couronne reste aux mains de la dynastie Chakri. Mongkut (1851-1868) et Chulalongkorn (1868-1910) modernisent le pays.
En 1932, un coup d'État instaure un nouveau régime (adoption d'une constitution, limitation du pouvoir de l'aristocratie).
Phibun, Premier ministre à partir de 1938, décide l'année suivante de changer le nom du royaume en royaume de Thaïlande.